# Ősz-Szabó János
Ősz-Szabó János (Zenta, 1920. május 8. – Sopronkőhida, 1944. november 4.) földmunkás, partizán. 

## Élete
Már fiatalkorában kapcsolatot ápolt a jugoszláv kommunistákkal, 21 évesen lefogták, halálra ítélték, majd büntetőszázadba került, amellyel Ukrajnába vitték. 1943-ban hadifogságba esett, ahol jelentkezett partizánnak. Harcolt Ukrajnában, ezt követően pedig Szőnyi Márton partizáncsoportjának politikai biztosa volt. Szőnyiékkel együtt 1944 őszén a Bükkben ejtőernyővel ereszkedett le, ám őt és társai egy részét elfogták. Ismét halálra ítélték, és kivégezték.

## Emlékezete
Szülővárosában utca viseli nevét.